# Kościół Chrystusa Króla w Białymstoku
Kościół Chrystusa Króla w Białymstoku – rzymskokatolicki kościół parafialny należący do parafii pod tym samym wezwaniem (dekanat Białystok - Dojlidy archidiecezji białostockiej).
Budowa murowanej świątyni została rozpoczęta w 1986 roku, przez proboszcza z Dojlid, księdza Macieja Pawlika. Kościół został zaprojektowany przez inżyniera architekta Andrzeja Kocia. Główne prace budowlane zostały ukończone w 1989 roku, co pozwoliło w roku następnym na erygowanie przy tej świątyni parafii, której nadano tytuł Chrystusa Króla. Dalsze prace wykończeniowe były prowadzone przez następnych proboszczów: ks. Antoniego Szczęsnego i ks. Franciszka Wiatra. Bryła budowli charakteryzuje się dwupołaciowym dachem z centralnie usytuowaną wieżą-sygnaturką i monumentalnym posągiem Chrystusa Króla w bramie świątyni. Wnętrze kościoła jest ozdobione obrazami pędzla Marka Karpa.